# Pinocchio-Illusion
Die Pinocchio-Illusion (auch Pinocchio-Effekt, engl. pinocchio illusion) ist eine Sinnestäuschung, die durch Irritationen verschiedener Muskelgruppen durch Vibration im Experiment ausgelöst werden kann, und eine vorübergehende Störung der Tiefensensibilität und damit des Lageempfindens einzelner Körperteile bewirkt. 
Beispielsweise können Personen, die sich mit verbundenen Augen an die eigene Nase fassen, bei gleichzeitig ausgelösten  Vibrationen am Bizeps desselben Armes das Gefühl haben, ihre Nase sei bis zu 30 cm lang. Das funktioniert auch, wenn die Person mit den verbundenen Augen einer anderen Person, die vor ihr steht, an die Nase fasst.
Ursache ist das durch die Vibrationen gestörte Lageempfinden des Armes, welches dem Gehirn eine vermehrte Streckung des Armes signalisiert. 
Das Phänomen wurde 1988 erstmals von James R. Lackner beschrieben, Schwiegersohn und langjähriger Partner des NASA-Mediziners Prof. Ashton Graybiel (1902–1995).